# تپه سعدآباد شماره ۲
تپه سعد آباد شماره ۲ مربوط به هزاره اول قبل از میلاد است و در شهرستان گرمسار، بخش مرکزی، روستای سعد آباد واقع شده و این اثر در تاریخ ۱۱ دی ۱۳۸۰ با شمارهٔ ثبت ۴۶۵۳ به‌عنوان یکی از آثار ملی ایران به ثبت رسیده است.